# Lear, rey & mendigo
Lear, rey & mendigo es considerada la vigésima primera obra escrita del poeta chileno Nicanor Parra, publicada originalmente en 2004 por Ediciones Universidad Diego Portales y editada por Alejandro Zambra. Se trata de una traducción libre de la tragedia El rey Lear, del dramaturgo y poeta inglés William Shakespeare.

## Historia editorial
Parra comenzó a traducir El rey Lear en 1990, a petición de Raúl Osorio, para la realización de una obra teatral de la Escuela de Teatro de la Universidad Católica. La obra se estrenó en 1992, bajo la dirección de Alfredo Castro, y fue presentada durante varios meses.

## Estilo
Durante su investigación de la obra de William Shakespeare, desde comienzos de los años 1990, Parra comenzó a estudiar la métrica del pentámetro yámbico, y decidió flexibilizarla para favorecer la fluidez de sus traducciones.